# Cəbrayıl Həsənov

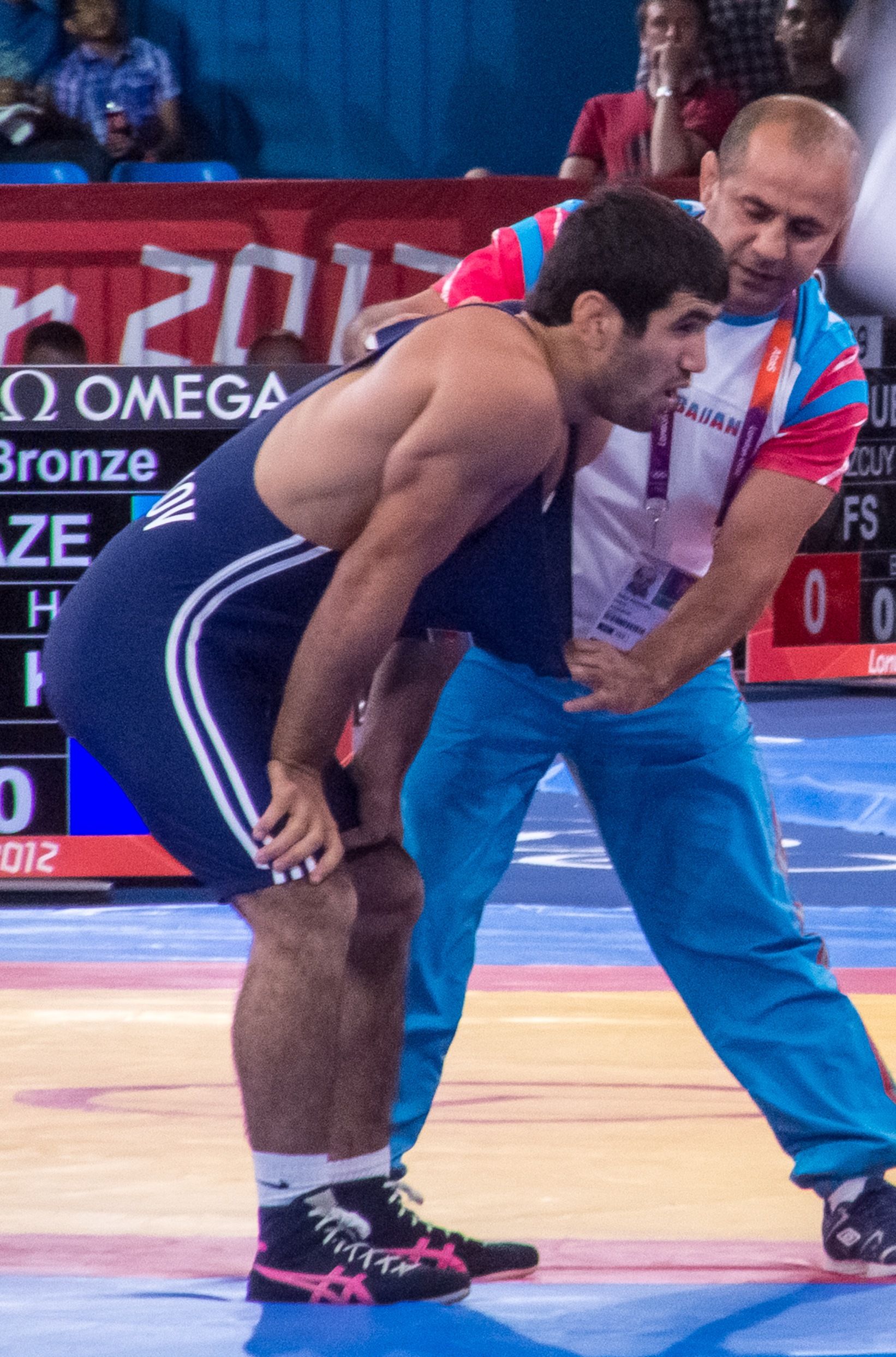
Cəbrayıl Həsənov, 2012

Cəbrayıl Həsənov (* 24. Februar 1990 in Baku; auch Jabrail oder Jabrayil Hasanov) ist ein aserbaidschanischer Ringer. Er wurde 2010 und 2011 Europameister im freien Stil im Leichtgewicht.

## Werdegang
Cəbrayıl Həsənov begann als Jugendlicher im Jahre 2000 mit dem Ringen. Sein Trainer ist seit dieser Zeit Aslan Agajew. Er gehört dem Sportclub Inter-Zenit Baku an und betätigt sich ausschließlich im freien Stil. Bei einer Größe von 1,67 Metern ringt der momentane Student im Leichtgewicht, der Gewichtsklasse bis 66 kg Körpergewicht.
Cəbrayıl Həsənov war bereits als Junior außerordentlich erfolgreich. Seine erste internationale Meisterschaft bestritt er 2005 bei der Junioren-Europameisterschaft (Cadets) in Tirana in der Gewichtsklasse bis 46 kg Körpergewicht, bei der er mit dem 3. Platz gleich eine Medaille gewann. Bis zum Jahre 2009 gewann er dann bei Junioren-Welt- bzw. -Europameisterschaften weitere sechs Medaillen. 2007 wurde er in Warschau Junioren-Europameister (Cadets) in der Gewichtsklasse bis 63 kg Körpergewicht und 2009 sogar Junioren-Weltmeister (Juniors) im Leichtgewicht vor David Safarjan aus Russland.
Im Jahre 2009 belegte er bei der Europameisterschaft in Vilnius im Leichtgewicht hinter Andrei Stadnik aus der Ukraine den 2. Platz. Ihm war damit ein nahtloser Übergang von den Junioren zu den Senioren gelungen. Bei der Weltmeisterschaft 2009 in Herning/Dänemark musste er sich allerdings nach einer Niederlage gegen den Olympiadritten von 2008 Sushil Kumar aus Indien mit einem 7. Platz zufriedengeben. 2010 wurde er in Baku mit einem Sieg im Endkampf über Magomedmurad Gadschijew, Russland, Europameister im Leichtgewicht und bei der Weltmeisterschaft in Moskau erkämpfte er sich mit einem Sieg im Kampf um den 3. Platz über den Mongolen Bujandschawyn Batdsorig seine erste Medaille bei einer Senioren-Weltmeisterschaft. Vor diesem Kampf war er im Halbfinale wieder an Sushil Kumar, der auch Weltmeister wurde, gescheitert.
Im März 2011 gelang es Cəbrayıl Həsənov bei der Europameisterschaft in Dortmund seinen Titel zu verteidigen. Er siegte dort u. a. über Gergő Wöller aus Ungarn, Saba Bolaghi, Deutschland und im Endkampf über Leonid Basan aus Bulgarien. Bei der Weltmeisterschaft dieses Jahres in Istanbul siegte Jabrail Hasanow über Stelios Mama, Zypern und Gergő Wöller aus Ungarn, verlor aber dann gegen Tatsuhiro Yonemitsu aus Japan und verpasste damit den Einzug in das Finale. Er konnte sich aber mit Siegen über Bujandschawyn Batdsorig aus der Mongolei und Leonid Basan aus Rumänien noch eine Bronzemedaille sichern.
Bei den Olympischen Spielen 2012 in London siegte er im Leichtgewicht zunächst über Leonid Basan und Ali Schabanow aus Weißrussland, verlor aber dann wieder gegen Tatsuhiro Yonemitsu und im Kampf um eine olympische Bronzemedaille auch gegen Livan Lopez Azcuy aus Kuba und musste sich deshalb mit dem 5. Platz zufriedengeben.
2013 gewann Jabrail Hasanow bei der Universiade in Kasan im Weltergewicht hinter Denis Zargusch die Silbermedaille. Bei der Weltmeisterschaft dieses Jahres in Budapest kam er in der gleichen Gewichtsklasse nur auf den 8. Platz, weil er nach Siegen über Anchbayar Batchuluun, Mongolei und Luca Lampis aus Frankreich sowohl gegen Jordan Burroughs aus den Vereinigten Staaten als auch gegen den Inder Narsingh Panchav Yadav verlor.
Im April 2014 gewann er aber bei der Europameisterschaft in Vantaa/Finnland in der Gewichtsklasse bis 74 kg wieder eine Silbermedaille. Er verlor dort im Endkampf gegen Aniuar Gedujew aus Russland. Bei der Weltmeisterschaft dieses Jahres in Taschkent wurde er nicht eingesetzt.
Bei den 1. Europäischen Spielen 2015 in Baku gewann er in der gleichen Gewichtsklasse nach einer etwas überraschenden Niederlage gegen Söner Demirtas aus der Türkei in der Trostrunde mit Siegen über Henri Silenius aus Finnland und Kiril Tersiew aus Bulgarien noch eine Bronzemedaille. Bei der Weltmeisterschaft 2015 in Las Vegas siegt er zunächst über den Schweizer Stefan Reichmuth, verlor aber dann wieder gegen Aniuar Gedujew. Da dieser das Finale nicht erreichte, schied er aus und kam nur auf den 21. Platz. Damit fehlt ihm auch noch die Startberechtigung für die Olympischen Spiele 2016 in Rio de Janeiro.

## Internationale Erfolge
| Jahr | Platz | Wettbewerb                                     | Gewichtsklasse | Ergebnis |
| 2005 | 3.    | Junioren-EM (Cadets) in Tirana                 | bis 46 kg KG   | hinter Ohan Gikinjan, Armenien u. Erdem Abardschijew, Russland |
| 2006 | 3.    | Junioren-EM (Juniors) in Szombathely           | Bantam         | hinter Machmud Magomedow, Russland u. Swetoslaw Neichew, Bulgarien |
| 2007 | 11.   | Junioren-EM (Juniors) in Belgrad               | Feder          | Sieger: David Safarjan, Russland vor Ismail Redzhep, Bulgarien |
| 2007 | 1.    | Junioren-EM (Cadets) in Warschau               | bis 63 kg KG   | vor Ion Gurmazachi, Moldawien u. Andrei Kwiatkowski, Ukraine |
| 2007 | 3.    | Junioren-WM (Juniors) in Peking                | Feder          | hinter Mehdi Taghavi Kermani, Iran u. Ismail Redzhep |
| 2008 | 1.    | Intern. „Freidenfelds“-Juniorenturnier in Riga | Leicht         | vor Sergei Subrjagin und Andrei Charucki, beide Russland und Saur Abramischwili, Georgien                                                                                          |
| 2008 | 9.    | Fila-Golden-Grand-Prix in Baku                 | Leicht         | Sieger: Andrei Stadnik, Ukraine vor Emin Asisow, Aserbaidschan u. Schamil Abdullajew, Russland                                                                                     |
| 2008 | 3.    | Junioren-EM (Juniors) in Košice                | Leicht         | hinter Ender Coskun, Türkei u. David Safarjan |
| 2008 | 2.    | Junioren-WM (Juniors) in Istanbul              | Leicht         | hinter Magomedmurad Gadschijew, Russland, vor Pürewdschawyn Önörbat, Mongolei u. Ichtijor Nawrusow, Usbekistan                                                                     |
| 2009 | 8.    | Welt-Cup in Teheran                            | Leicht         | Sieger: Mahdi Taghavi Kermani vor Leonid Spiridonow, Kasachstan |
| 2009 | 2.    | EM in Vilnius                                  | Leicht         | nach Siegen über Vitalijus Tavgenas, Litauen, Gergő Wöller, Ungarn u. Malchaz Musiaschwitili, Georgien u. einer Niederlage gegen Andrei Stadnik                                    |
| 2009 | 1.    | Junioren-WM (Juniors)                          | Leicht         | vor David Safarjan, Stanislaw Zichenko, Ukraine u. Saba Bolaghi, Deutschland |
| 2009 | 7.    | WM in Herning/Dänemark                         | Leicht         | nach Siegen über Bui Tuan Anh, Vietnam u. Geandry Garzón Caballero, Kuba u. einer Niederlage gegen Sushil Kumar, Indien                                                            |
| 2010 | 1.    | EM in Baku                                     | Leicht         | nach Siegen über Philip James Roberts, Großbritannien, Wladimir Gotsian, Moldawien, Adam Sobieraj, Polen u. Magomedmurad Gadschijew                                                |
| 2010 | 1.    | Fila-Golden-Grand-Prix in Baku                 | Leicht         | vor Emin Azizow, Mohsen Jahanbachschijan, Iran u. Brent Metcalf, USA |
| 2010 | 3.    | WM in Moskau                                   | Leicht         | nach Siegen über Wladimir Gotsian, Dejan Mitrow, Moldawien u. Heinrich Barnes, Südafrika, einer Niederlage gegen Sushil Kumar u. einem Sieg über Bujandschawyn Batdsorig, Mongolei |
| 2010 | 3.    | Henry-Deglane-Memorial in Nizza                | Welter         | hinter Selimchan Parangajew, Russland u. Luca Lampis, Frankreich |
| 2011 | 10.   | Dan-Kolow-Memorial in Burgas                   | Leicht         | Sieger: Leonid Basan, Bulgarien vor Georgi Slatow, Ukraine |
| 2011 | 1.    | EM in Dortmund                                 | Leicht         | nach Siegen über Wladimir Gotsian, Pietro Piscitelli, Italien, Gergő Wöller, Saba Bolaghi u. Leonid Basan                                                                          |
| 2011 | 1.    | Golden-Grand-Prix in Baku                      | Leicht         | vor Schalwa Musiaschwili, Georgien und Muhammed Ilhan, Türkei |
| 2011 | 3.    | WM in Istanbul                                 | Leicht         | nach Siegen über Stelios Mama, Cypern und Gergő Wöller, einer Niederlage gegen Tatsuhiro Yonemitsu und Siegen über Bujandschawyn Batdsorig und Leonid Basan, Bulgarien             |
| 2011 | 3.    | FILA-Test-Turnier in London                    | Leicht         | hinter Brent Metcalf, USA und Kotaro Tanaka, Japan |
| 2012 | 3.    | Yasar-Dogu-Memorial in Ankara                  | Leicht         | hinter Mustafa Kaya und Jakup Gor, beide Türkei |
| 2012 | 2.    | Welt-Cup in Baku                               | Leicht         | hinter Tatsuhiro Yonemitsu |
| 2012 | 5.    | OS in London                                   | Leicht         | nach Siegen über Leonid Basan und Ali Schabanow, Weißrussland und Niederlagen gegen Tatsuhiro Yonemitsu und Livan Lopez Azcuy, Kuba                                                |
| 2013 | 2.    | Universiade in Kasan                           | Welter         | hinter Denis Zargusch, Russland, vor David Taylor, USA und Saur Efendiew, Serbien                                                                                                  |
| 2013 | 8.    | WM in Budapest                                 | Welter         | nach Siegen über Anchbayar Batchuluun, Mongolei und Luca Lampis, Frankreich und Niederlagen gegen Jordan Burroughs, USA und Narsingh Panchav Yadav, Indien                         |
| 2014 | 2.    | EM in Vantaa/Finnland                          | bis 74 kg      | nach Siegen über Alberto Martinez Abellan, Spanien und Stefan Reichmuth, Schweiz und Söner Demirtas, Türkei und einer Niederlage gegen Aniuar Gedujew, Russland                    |
| 2014 | 1.    | Großer Preis von Deutschland in Dortmund       | bis 74 kg      | vor Georg Harth, Deutschland, Luca Lampis und Jacob Sciranka, Slowakei |
| 2014 | 1.    | Golden-Grand-Prix in Baku                      | bis 74 kg      | vor Raschid Kurbanow, Usbekistan, Morteza Rezaei Ghaleh, Iran und Murad Gaidarow, Weißrussland                                                                                     |
| 2015 | 3.    | 1. Europäische Spiele in Baku                  | bis 74 kg      | nach einem Siegen über Mihaly Nagy, Ungarn, einer Niederlage gegen Söner Demirtas und Siegen über Henri Selenius, Finnland und Kiril Tersiew, Bulgarien                            |
| 2015 | 21.   | WM in Las Vegas                                | bis 74 kg      | nach einem Sieg über Stefan Reichmuth und einer Niederlage gegen Aniuar Gedujew |
| 2015 | 1.    | Golden-Grand-Prix in Baku                      | bis 74 kg      | vor Chetik Zabolow und Achmed Gadschimuramedow, beide Russland |

Erläuterungen
- alle Kämpfe im freien Stil
- OS = Olympische Spiele,  WM = Weltmeisterschaft, EM = Europameisterschaft
- Bantamgewicht, bis 55 kg, Federgewicht, bis 60 kg, Leichtgewicht, bis 66 kg u. Weltergewicht, bis 74 kg Körpergewicht (bis 31. Dezember 2013); seit 1. Januar 2014 gilt eine neue Gewichtsklasseneinteilung durch den Ringer-Weltverband United World Wrestling (UWW)